# Bauhinia picta
Espèce
Synonymes
- Bauhinia conceptionis Britton & Killip[1]
- Bauhinia kalbreyeri Harms[1]
- Bauhinia ligulata Pittier[1]
- Pauletia picta Kunth[1] [2] [3]

Statut de conservation UICN

LC : Préoccupation mineure
Bauhinia picta est une espèce de plantes à fleurs de la famille de Fabaceae et appartenant au genre Bauhinia.

## Répartition
Ce taxon se rencontre dans les pays suivants : Colombie, Panama, Venezuela.

## Systématique
Le nom correct complet (avec auteur) de ce taxon est Bauhinia picta (Kunth) DC.. L'espèce a été initialement classée dans le genre Pauletia sous le basionyme Pauletia picta Kunth.
Bauhinia picta a pour synonymes :
- Bauhinia kalbreyeri Harms
- Bauhinia ligulata Pittier
- Pauletia picta Kunth